# Ibrahima Mbaye
Ibrahima Mbaye (* 19. November 1994 in Guédiawaye) ist ein senegalesischer Fußballspieler.

## Karriere

### Verein
2010 wechselte Mbaye von Étoile Lusitana zu Inter Mailand. 2011 wurde er erstmals für den Kader des Primavera Teams nominiert. Dort debütierte er am 18. Januar 2012 in der Partie gegen die Primavera Mannschaft des AS Varese, Inter gewann das Spiel mit 3:1. 2012 gewann Mbaye mit der Primavera-Mannschaft die NextGen Series, auch wenn er im Finale gegen die Nachwuchsmannschaft von Ajax Amsterdam in 70. Minute vom Platz gestellt wurde. Einige Wochen später gewann der Senegalese mit der Primavera Mannschaft außerdem die Campionato Primavera. Im Finale wurde das Primavera Team von Lazio Rom mit 3:2 geschlagen.
In der Saison 2012/13 stieg Mbaye zu den Profis auf. Er debütierte in der Qualifikation zur UEFA Europa League, bei der 0:2-Niederlage gegen Hajduk Split. Auch im Sechzehntelfinale gegen CFR Cluj stand er auf dem Feld. Um mehr Spielpraxis zu sammeln, wechselte Mbaye zur Saison 2013/14 zum Serie-A-Aufsteiger AS Livorno.
Von Januar bis Juni 2015 spielte Mbaye auf Leihbasis beim FC Bologna. Anschließend wurde Mbaye zur Spielzeit 2015/16 fest vom FC Bologna verpflichtet.
Im September 2022 wechselte er zum rumänischen Erstligisten CFR Cluj. Im Januar 2023 wurde der Vertrag aufgelöst.

## Erfolge und Auszeichnungen
- Afrika-Cup-Sieger: 2022